# Buck Adams
Buck Adams, eg. Charles Allen, född 15 november 1955 i Chatsworth, Kalifornien, död 28 oktober 2008 i Northridge, Kalifornien, var en amerikansk regissör av och skådespelare i pornografisk film, som sedan 1988 skådespelat i över 300 pornografiska filmer, bland andra Babewatch-serien.

## Filmografi (filmer som haft svensk premiär)
- 1991 - Roxy - en oskuld på rymmen